# 江川崎

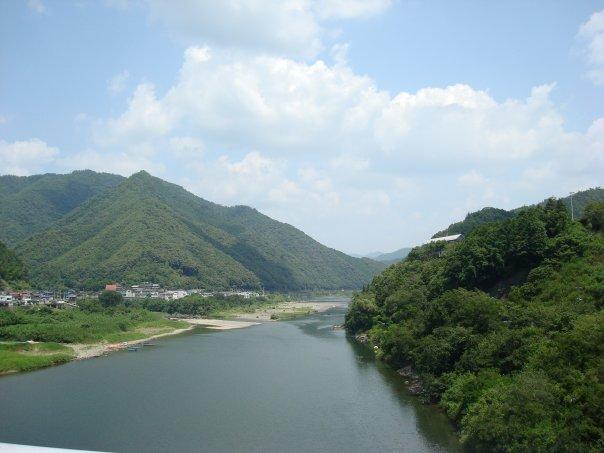
四万十川

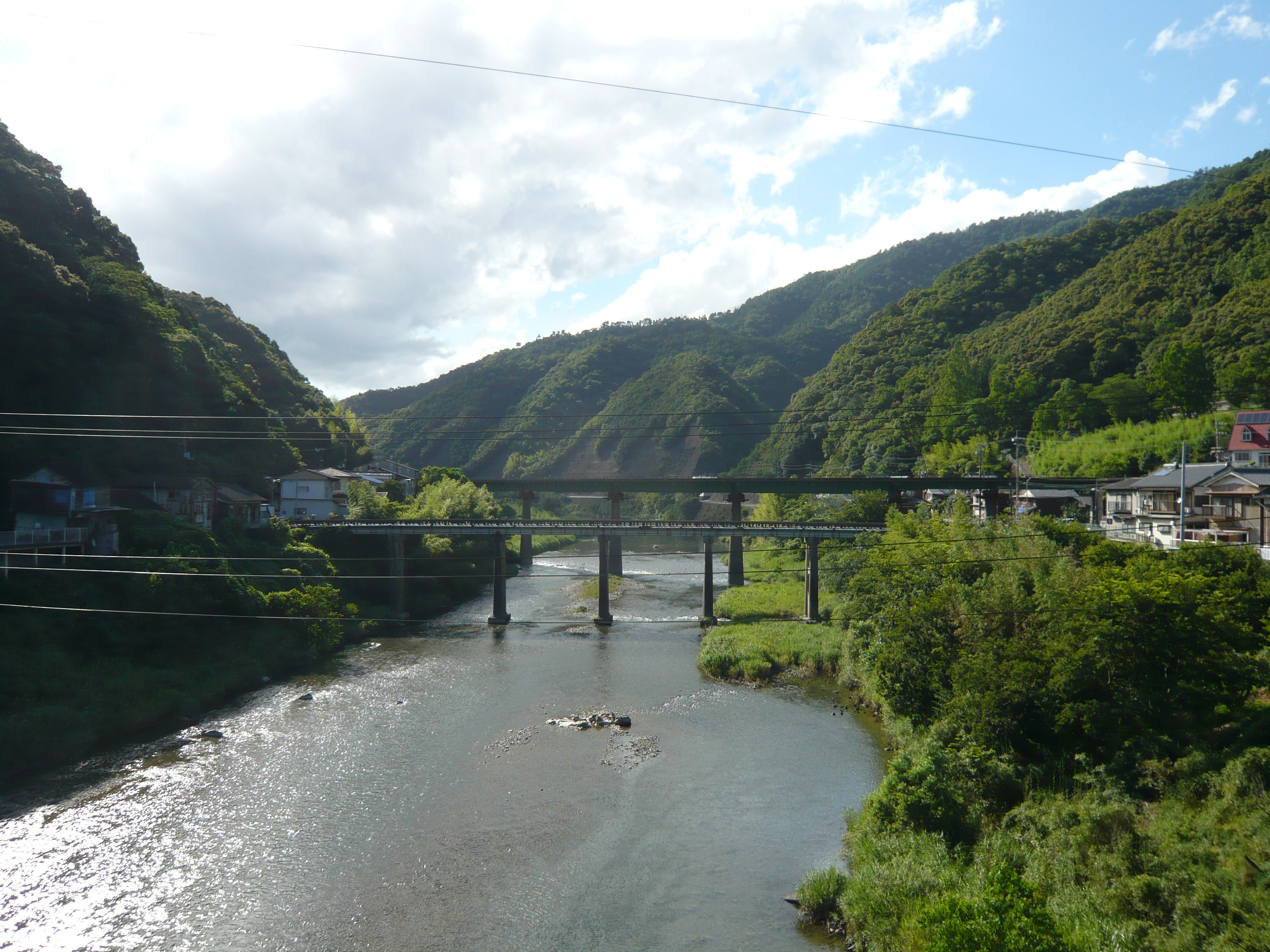
江川崎の広見川

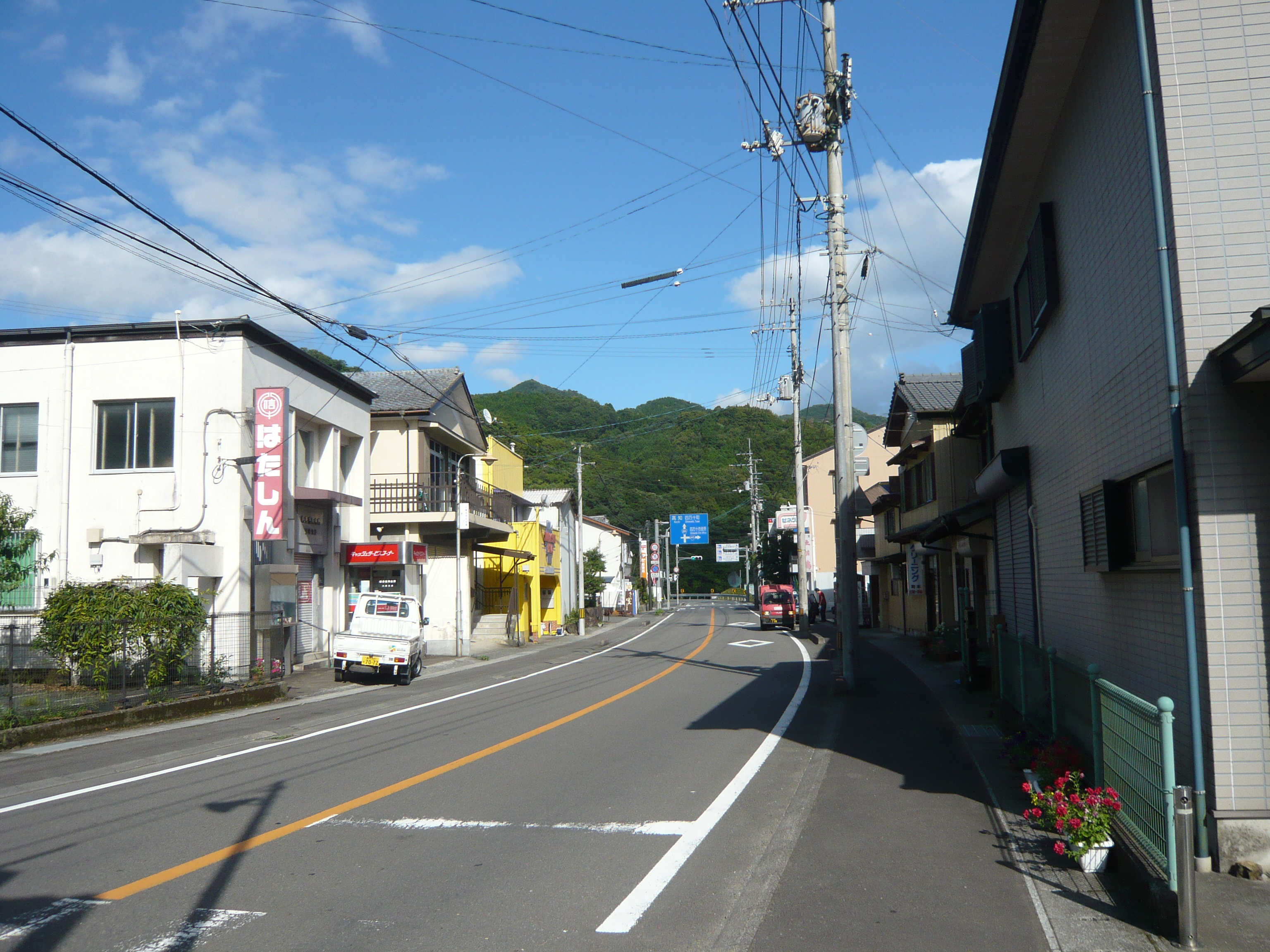
江川崎のメインストリート

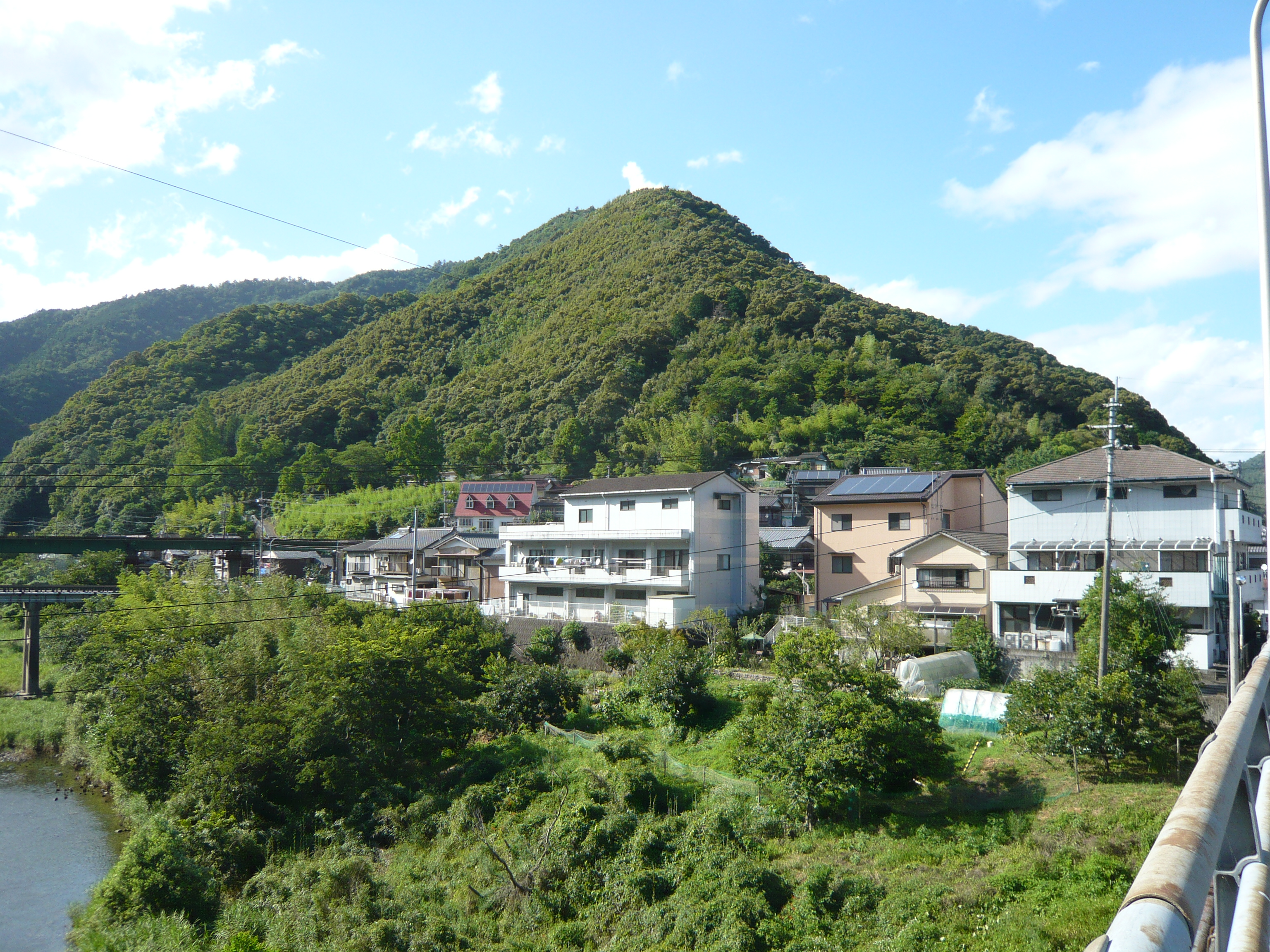
江川崎中心部

江川崎（えかわさき）は高知県四万十市北部にある地域。旧幡多郡西土佐村に所在する。本項では、同地域に存在した江川崎村（えかわさきむら）についても記述する。
「人口統計月報」による2013年（平成25年）7月1日現在の江川崎地区の世帯数は672世帯、人口は1,590人である。同年8月12日に、江川崎のアメダスで最高気温41.0℃を観測、当時の日本の最高記録を更新した。

## 地理
四万十市北部に位置する。四万十川とその支流の広見川の合流点にあたる。四万十市が定める行政地区としての「江川崎地区」は、以下の大字で構成される。
- 西土佐江川（にしとさえかわ） - 江川川流域を占め、四万十川西岸の本村と江川川流域の権谷などの集落から構成される[4]。
- 西土佐江川崎（にしとさえかわさき） - 宮地と奈路の2つが中心集落[4]。中世以来の地域の中心地[5]。狭い段丘上に集落を形成する[3]。
- 西土佐長生（にしとさながおい） - 江川崎の北にあり、養蚕が盛んであった[6]。
- 西土佐西ケ方（にしとさにしがほう） - 広見川流域にあり、幡多十景の金毘羅宮がある[6]。
- 西土佐半家（にしとさはげ） - 「半家義民村」として戦前には教科書で取り上げられた[6]。
- 西土佐用井（にしとさもちい） - 江川崎の対岸にあり、公共施設が多い[7]。

産業の中心は農業と林業で、米・野菜・木材・シイタケなどを産出する。木材輸送には四万十川のいかだ流しを利用していたが、トラック輸送に取って代わられた。

### 気温
2013年8月10日、最高気温が40.7℃を記録。翌11日には40.4℃を記録。更に12日には、当時の日本最高記録である41.0℃を記録した（5年後の2018年7月23日に埼玉県熊谷市で41.1℃を観測し、「日本一暑い町」の座をそちらに譲った）。13日にも40.0℃を観測し、日本初の4日連続最高気温40℃以上を記録した。その後も8月23日までの18日間、猛暑日が継続した。ただし江川崎の気象観測所は、「30平方メートル以上の芝生を設置」というアメダスの設置条件を満たしておらず、また、観測所のすぐ隣りにアスファルトの駐車場があるため、アスファルトの熱や、車の排熱の影響を受けているという指摘がある。

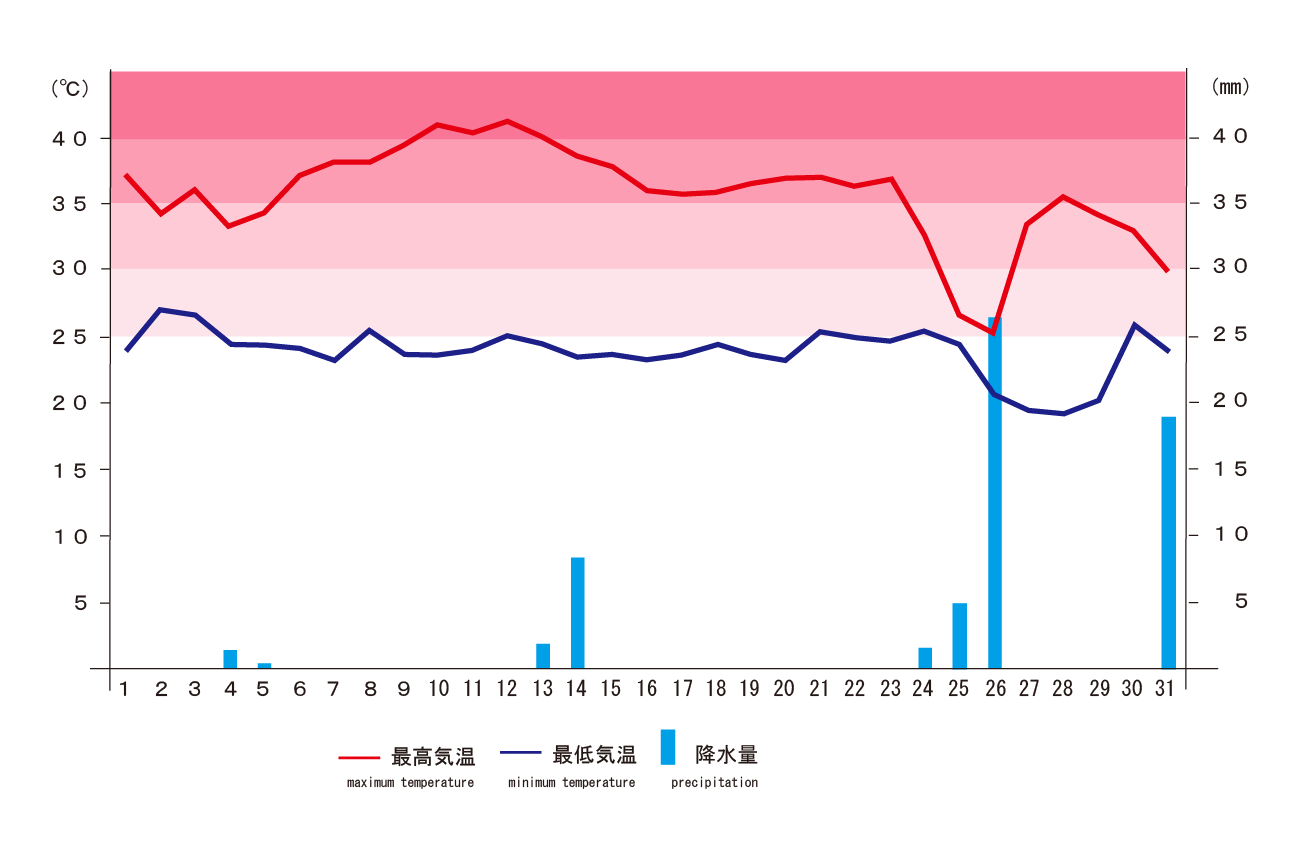
2013年8月の江川崎の気温と降水量（出典：気象庁データ）

アメダス（地域気象観測システム）の「江川崎観測所」は、北緯33度10.2分0秒 東経132度47.5分0秒 / 北緯33.17000度 東経132.79167度、標高72mの地点にある（所在地は四万十市西土佐用井）。四万十市立西土佐中学校に隣接し、付近には駐車できる場所もあることから、日本の過去最高気温を記録して以降、アメダスを訪れる観光客の姿も見られるようになった。また日本の最高気温記録を更新した翌日の8月13日には、商工会が「日本一の暑さ江川崎」の看板を制作したほか、農産物直売所の「西土佐ふるさと市」で、気温41度にちなんだ41円のかき氷を販売するなど地域振興に結び付ける取り組みが行われた。

## 歴史

### 江川崎村成立以前
後の江川崎地区に相当する地域は、戦国時代に「下山郷」と呼ばれた地域の一部である。下山郷は伊予国に占領されていたが、文明元年8月11日（ユリウス暦：1469年9月16日）に土佐国の一条教房が奪還したことが『大乗院寺社雑事記』に記されている。下山郷で産出される木材は「黒尊材」または「下山材」として知られ、和泉国堺へ出荷された記録もある。土佐一条氏は、一条兼定の代に土佐を追われ、下山郷は長宗我部氏の配下となった。長宗我部元親は下山郷で天正17年（1589年）に検地を実施した。
川崎村は、下山郷の本村として下山とも呼ばれ、江戸時代には専ら下山村と呼ばれた。江川村の権谷は、長宗我部氏が伊予国南部へ侵攻する際の入り口となった。江川村には、江川城と糠ノ森城の2つの城があり、用井にも2つ城があったとする記録があるが、用井の城の詳細は明らかでない。
関ヶ原の戦いを経て長宗我部氏が土佐を去ると、下山郷は土佐山内氏の所領となった。江戸時代を通して江川村・下山村・長生村は土佐藩の配下にあった。西ケ方村・半家村・用井村は土佐藩領から寛文5年（1665年）に土佐中村藩領に変わり、元禄2年（1689年）の幕府領土佐藩預地を経て元禄9年（1696年）に土佐藩領に復している。下山郷は上分と下分に分かれ、江川・下山・長生・半家の4村が上分、その他の村が下分とされた。下山郷は伊予国との交流が深く、方言や家屋の様式に類似性が認められ、婚姻が結ばれることも多かった。江川は紙や弓の生産が盛んで、文政7年（1824年）には紙の取り扱いを巡って江川一揆が発生した。紙漉きは長生・半家でも行われた。下山は舟運の拠点で、四万十川下流の下田との物資の往来、特に下田からの食塩の輸送が盛んであった。半家村は、平家の落人が開いた村という伝承があり、伝統的に相互扶助を行ってきたことを土佐藩主に知られ、「半家義民村」として山内豊敷・山内豊資から米を下賜されている。
1874年（明治7年）、江川と下山に小学校が開校する。

### 江川崎村の設置
1889年（明治22年）、町村制の施行により、下山（川崎）・江川・長生・西ケ方・半家・用井の6村が合併し、江川崎村が成立した。村役場は下山の宮地に置かれた。たびたび洪水の被害に見舞われ、1890年（明治23年）には小島大明神を流失、1935年（昭和10年）には村の中心・下山が大被害を受けた。大正期以降、交通の要として発達し、1913年（大正2年）に土佐中村とを結ぶ郡道が開通、1921年（大正10年）には同じく中村とを結ぶプロペラ船が就航し、同年には窪川村と愛媛県北宇和郡吉野生村の宇和島線吉野生駅とを結ぶ路線バス（乗合自動車）が開通、江川崎村内を通過した。
1932年（昭和7年）頃の資料によると、村の総生産は、農産が最も高く169,803円で、以下林産、工産、水産、畜産と続いた。特に生繭・米・桑葉・用材・木炭が主要産品であった。第二次世界大戦中には、「満州移民江川崎開拓団」として363人が満蒙開拓移民として渡ったが、7割超となる263人が戦争の混乱で亡くなった。無事帰郷を果たした元村民も、既に土地や家は江川崎に残されておらず、離村せざるを得ないなど苦難が続いた。
戦後間もない1946年（昭和21年）、村役場で火災が起き、地籍・戸籍が焼失した。1953年（昭和28年）3月26日、日本国有鉄道宇和島線が延長されて江川崎駅が開業、終着駅となった。1958年（昭和33年）、隣接する津大村と合併し西土佐村が発足、村名としての江川崎は失われたが、下山が江川崎に改称となり、大字名として江川崎の名が残された。

### 西土佐村から四万十市へ
西土佐村成立後、江川崎は法務局出張所、営林署、土木出張所などの出先機関や役場・商工会・中央公民館など村の中心機能が集中する地域の拠点として発展を続け、1978年（昭和53年）の西土佐大橋架橋後は、四万十川対岸の用井も機能の一部を担うこととなった。それまでの用井は、陸の孤島状態にあったが、西土佐中学校や村の総合グラウンドが建設され、一躍中心機能を帯びた。1974年（昭和49年）3月1日には江川崎駅以東の鉄道路線が開業、宇和島線から予土線に改められた。長生は文明開化以後も他の地域から隔絶されていたが、1960年（昭和35年）の長生沈下橋架橋や1970年（昭和45年）の新道開通を通して陸の孤島から脱却し、農業の機械化も進んだ。
1983年（昭和58年）9月12日、NHK特集『土佐四万十川〜清流と魚と人と〜』が日本全国に放映され、その際にアナウンサーが用いた「日本最後の清流」の語は、日本中に四万十川を表す語として知られることとなった。この番組の放映後、江川崎では四万十川を活用した観光が盛んとなり、旧西土佐村の観光客は1990年（平成2年）の10万人から1997年（平成5年）の23万人へと急成長した。一方で、地元産の夏野菜や川魚などの豊富な食資源はキャンプ客の食材としての供給はなく、地元産品を活かした土産物も不十分である。
2005年（平成17年）、平成の大合併により四万十市の一部となる。

### 沿革
- 1889年（明治22年）4月1日 - 幡多郡江川崎村成立。
- 1958年（昭和33年）
  - 4月1日 - 津大村と合併し、西土佐村の一部となる。
  - 10月20日 - 大字下山を大字江川崎に変更[34]。
- 2005年（平成17年）4月10日 - 西土佐村が中村市と合併し、四万十市の一部となる。

### 地名の由来
地域の中心的な村であった、江川村と川崎村（下山村）の名を合わせて「江川崎」とした。

## 観光
古くからの観光スポットには白綾の滝や金刀比羅宮がある。白綾の滝は落差が10mほどあり、天保8年（1837年）には宇和島藩主が訪れている。
四万十川が観光資源になるという認識は1980年代初頭まで地元住民にも高知県行政にもなかったが、1983年（昭和58年）以降、四万十川中流域にある江川崎に観光ブームが訪れた。四万十川は淵と瀬が交錯し、井堰がないことからカヌーに最適とされ、日本有数のカヌーの盛んな地域となった。拠点となる「四万十 川の駅 カヌー館」にはカヌー資料館が併設され、周囲ではカヌー教室やリバーツーリングが展開される。ホテル星羅四万十・西土佐山村ヘルスセンターを始め、西土佐江川崎に道の駅1駅および旅館1軒、西土佐用井に民宿が2軒、西土佐西ケ方に民宿が1軒ある。

## 交通

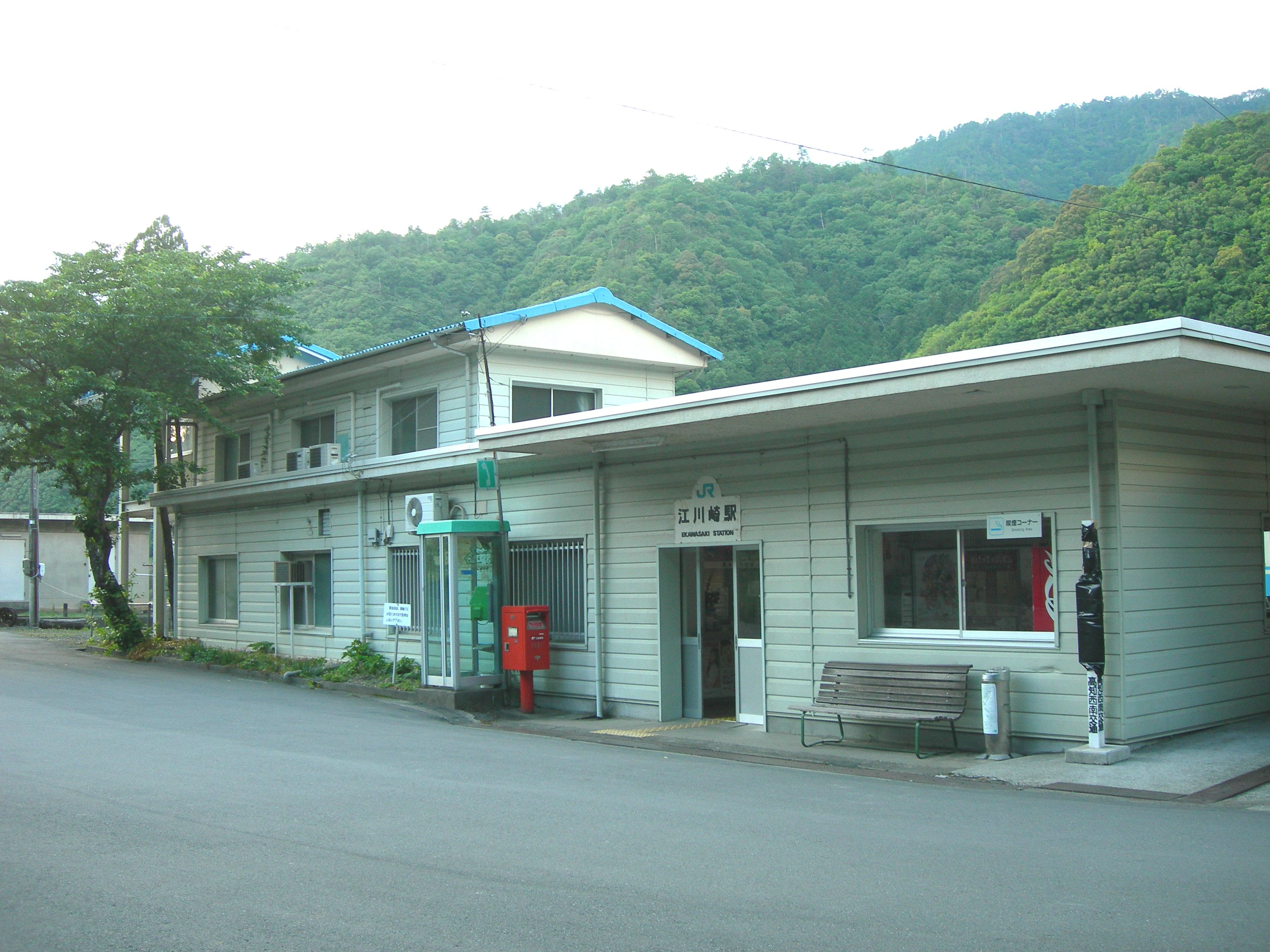
江川崎駅

予土線が全通するまでは、江川崎駅が終点であり、四万十川上流の集落や下流の中村へ向かうバスの拠点でもあった。谷筋に沿って愛媛県宇和島市や四万十町（窪川）へ至る道路は地域の主要路であり続けた。

### 鉄道
■ 四国旅客鉄道（JR四国）予土線
- （十川方面） - 半家駅 - 江川崎駅 - 西ケ方駅 - （真土方面）

### 路線バス

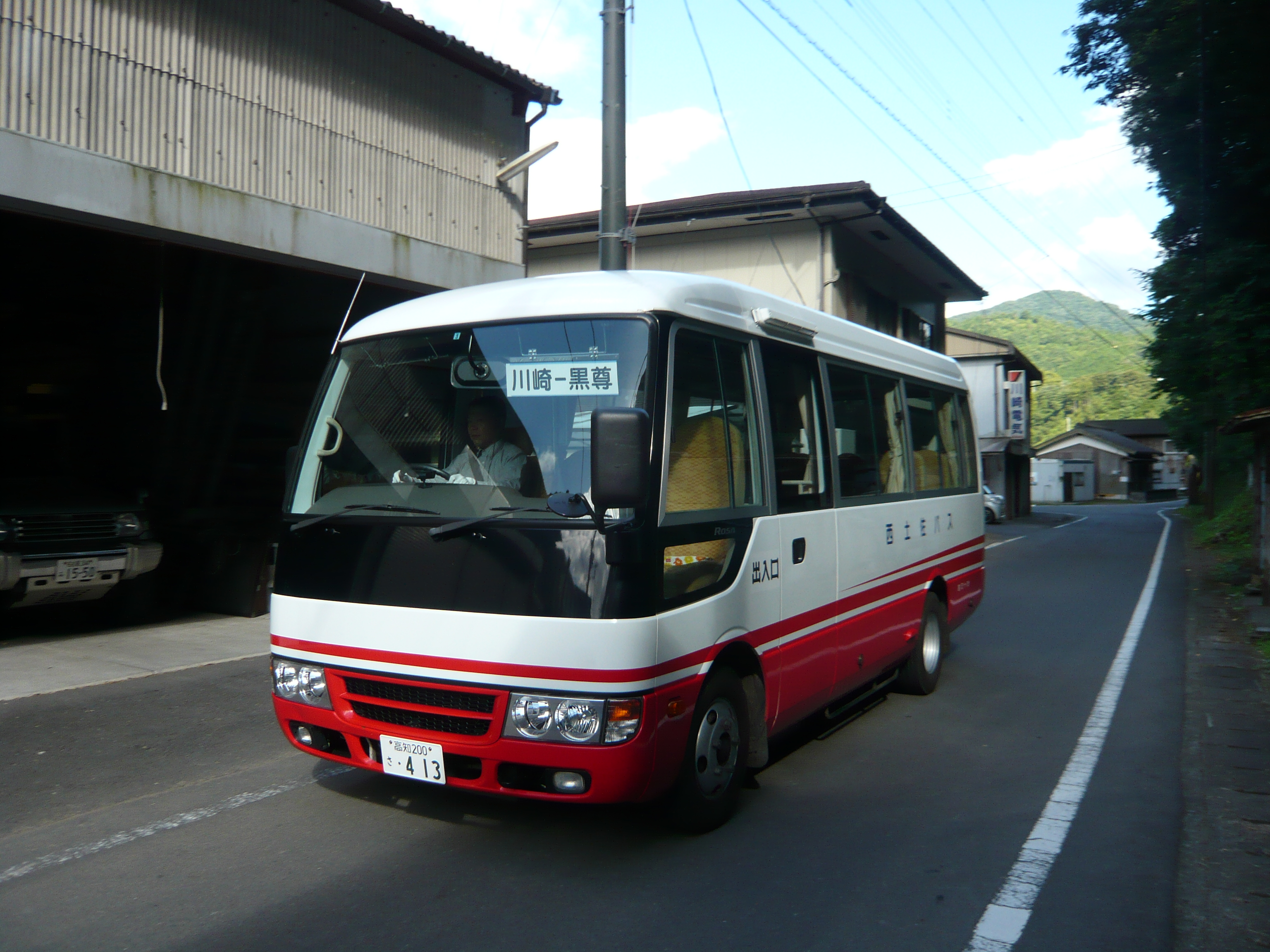
西土佐バス

いずれも江川崎駅を起終点としている。
- 四万十市営バス[37] - 藤ノ川線、黒尊線、江川線、川崎線
- 高知西南交通[38] - 中村駅?市役所?江川崎線

### 道路
- 国道381号 - 予土線全通までは、国鉄バスが運行されていた[28]。予土線開通後に路線改良が進められ、1975年（昭和50年）に国道となる[28]。
- 国道441号 - 旧愛媛県道・高知県道3号宇和島中村線[4]。四万十市街（中村）へ至る主要道路である[28]。なお西土佐江川崎に道の駅よって西土佐が設定されている。